# Parigi-Bruxelles 1966
La Parigi-Bruxelles 1966, cinquantaduesima edizione della corsa, si svolse il 24 aprile 1966 su un percorso di 286 km, con partenza da Parigi e arrivo a Bruxelles. Fu vinta dall'italiano Felice Gimondi della Salvarani, per distacco. Al secondo e al terzo posto si piazzarono rispettivamente i belgi Willy Planckaert e Rik Van Looy. Fu la seconda vittoria di un ciclista italiano in questa competizione: la prima era stata quella di Loretto Petrucci nel 1953.

## Ordine d'arrivo (Top 10)
| Pos. | Corridore              | Squadra                    | Tempo    |
| ---- | ---------------------- | -------------------------- | -------- |
| 1    | Felice Gimondi         | Salvarani                  | 6h32'58" |
| 2    | Willy Planckaert       | Romeo-Smiths-Plume Sport   | a 25"    |
| 3    | Rik Van Looy           | Solo-Superia               | s.t.     |
| 4    | Walter Godefroot       | Wiel's-Gancia-Groene Leeuw | s.t.     |
| 5    | Gustaaf De Smet        | Wiel's-Gancia-Groene Leeuw | s.t.     |
| 6    | Jo De Roo              | Televizier-Batavus         | s.t.     |
| 7    | Guido Reybrouck        | Romeo-Smiths-Plume Sport   | s.t.     |
| 8    | Bernard Vandekerckhove | Ford France-Hutchinson     | s.t.     |
| 9    | Arthur Decabooter      | Wiel's-Gancia-Groene Leeuw | s.t.     |
| 10   | Willy Bocklant         | Mann-Grundig               | s.t.     |